# Lucius Valerius Messalla Thrasea Priscus
Lucius Valerius Messalla Thrasea Priscus war ein römischer Politiker und Senator Ende des 2. Jahrhunderts.
Thrasea Priscus’ vollständiger Name war Lucius Valerius Publicola Messal(l)a Helvidius Thrasea Priscus Minicius Natalis. Der aus einer patrizischen Familie stammende Thrasea Priscus hatte seine Laufbahn als triumvir monetalis begonnen, war Salier und hatte, für einen Patrizier ungewöhnlich, ein Militärtribunat bei der legio II Adiutrix in Niederpannonien inne. In dieser Funktion könnte er einem der beiden Quintilier, Sextus Quintilius Condianus oder Sextus Quintilius Maximus, unterstanden haben, die zu dieser Zeit mit der Führung des Krieges in Pannonien befasst waren.
Noch unter Mark Aurel und Commodus wurde er Quästor. Als nächster Schritt in seiner Karriere ist allerdings erst wieder eine adlectio inter praetorios (Aufnahme in den Prätorenstand) und die Funktion des sevir equitum Romanorum (Führer einer Schwadron römischer Ritter) überliefert, beides anscheinend erst unter Septimius Severus. Schließlich wurde Thrasea Priscus im Jahr 196 ordentlicher Konsul.
Ende 211/212 – nach dem Tod des Geta – wurde Thrasea Priscus auf Befehl Kaiser Caracallas hingerichtet.